# Олександра Семенівна Олельківна-Слуцька
Олександра Семенівна Острозька (до шлюбу — Слуцька, з роду Олельковичів) (бл. 1500 — бл. 1556) — руська княгиня, донька слуцького князя Семена Михайловича, дружина князя Костянтина Івановича Острозького, мати князя Василя-Костянтина Острозького.

## Біографія
Після смерті Тетяни Гольшанської (12 липня 1522) за посередництвом київського митрополита Йосифа й земського підскарбія Богуша Боговитиновича князь Острозький уклав угоду з княгинею Анастасією Слуцькою про одруження з її дочкою Олександрою. 26 липня 1522 р., перед виїздом до Мінська на господарську службу, Костянтин написав у Вільні лист, в якому взяв на себе обов’язок до видачі майбутній дружині листа на віно нікому не записувати, заставляти чи дарувати свої родові, вислужені й куплені маєтки, щоб це віно було на повній третині володінь, а дітей із нею любити так само, як Іллю, народженого першою жінкою; після смерті гетьмана всі його володіння незалежно від часу й характеру їх набуття Ілля й сини, які з’являться в шлюбі з княжною Слуцькою, мали поділити на рівні частини; окремо нікому з них він нічого не записуватиме.
Згодом відбулось і весілля. Вже в 1528 р. Олександра виступає в джерелах як дружина Костянтина Острозького і мати двох дітей. У 1530 році Костянтин Іванович помер, і Олександра залишилась на одинці з сином Костянтином.
1556 року Олександра отримала привілей заложити місто у своєму маєтку Слєди. Це остання згадка в джерелах про неї.

### Діти
- Костянтин-Василь (1526—1608) — військовий, політичний і культурний діяч, засновник Острозької академії, князь острозький (1539—1608 рр.), староста володимирський, маршалок Волинської землі (1550—1608 рр.), воевода київський (1559—1608 рр.).
- Софія-Мавра (?—після 1561) — острозька княжна.